# Sun Microsystems
 (транскр.  San Majkrosistems) bila je korporacija koja se bavila proizvodnjom računara, računarskih komponenti, softvera i pružanjem usluga u oblasti informacionih tehnologija. Osnovana je 1982. sa sedištem u Santa Klari, u Kaliforniji u Silicijumskoj dolini, SAD. Pogoni za proizvodnju nalazili su se u Americi i Škotskoj. Korporacija je zapošljavala oko 35.000 ljudi širom sveta (2004).
Kompanija je osnovana na Univerzitetu Stanford. SUN je u početku bila skraćenica za mrežu Univerziteta Stanford (енгл. Stanford University Network).
Kompaniju San majkrosistems preuzeo je Orakl korporejšon, 27. januara 2010, za iznos od 7,4 milijardi američkih dolara po dogovoru postignutom 20. aprila 2009.

## Proizvodni program
U proizvodnom programu izdvajaju se serveri i radne stanice zasnovane na sopstvenom mikroprocesoru SPARC i mikroprocesorima AMD-a, operativni sistem Solaris, mrežni datotečni sistem NTFS i platforma Java.

### Softver
- operativni sistemi — SunOS, Solaris; svi serveri zasnivaju se na operativnom sistemu Juniks, koji je poznat po stabilnosti i doslednosti dizajna
- platforma Java — programski jezik java razvijen je na najboljim karakteristikama C++, dok su ostale komplikovane i nebezbedne karakteristike izbačene, kao npr. pokazivači. Java je podržana velikom bibliotekom klasa i dobro radi u GUI i internet okruženju. Platforma je razvijena u Sanu početkom 1990. sa ciljem da Java programi mogu da rade na bilo kom uređaju nezavisno od hardvera. Ovo nije u potpunosti ispunjeno.
- — San je kupio kompaniju koja je stvorila osnovu programskog paketa i kasnije učestvovao u razvoju i distribuciji.

### Hardver
Sun je proizvodila sledeće harverske komponente/sisteme:
- generacije računara Sun-1, Sun-2 i Sun-3 zasnivaju se na Motorolinim mikroprocesorima. Generacija Sun-4 ima SPARC procesor razvijen u Sanu.
- miroprocesori serije SPARC: SPARC, SuperSPARC, , , , ,

## Spoljašnje veze
- Zvanični veb-sajt